# Kid Sister
Kid Sister, de son vrai nom Melisa Young, née le 3 juillet 1980 à Markham, dans l'Illinois, est une rappeuse et chanteuse américaine. Son premier single, Pro Nails, est un duo avec Kanye West.

## Biographie
Kid Sister est née Melisa Young le 3 juillet 1980 à Markham, en banlieue sud de Chicago, dans l'Illinois. Elle se lance dans le rap en octobre 2006, devenant MC lors de soirées animées par le duo de DJs Flosstradamus (Josh Young, de Flosstradamus, frère de Melisa), qui participent à My Block sur MTV. Elle fait la couverture du magazine URB en avril 2007 et signe au label Fool's Gold de DJ A-Trak, dans lequel elle publie son premier single Pro Nails, qui fait participer Kanye West. Kid Sister signe plus tard avec Downtown Records qui réédite Pro Nails.
Kid Sister participe aussi à WTF de Tittsworth, issu de son album 12 Steps, avec Pase Rock. Elle finit aussi une mixtape avec A-Trak. En 2009, Kid Sister finit son premier album. Le titre change de Dream Date à Ultraviolet. L'album est produit par Rusko, The Count and Sinden, XXXChange, et Brian Kennedy, et inclut une collaboration avec Estelle intitulée First Ladies, qui est une reprise de Ladies First de Queen Latifah publiée en 1989.
Son single Control est incluse dans le jeu vidéo DJ Hero, publié en 2009, mêlé à Disturbia de Rihanna. Le premier single de l'album, Right Hand Hi, est produit par Steve Angello et Sebastian Ingrosso du groupe house Swedish House Mafia. À la fin de 2010, Kid Sister publie une mixtape intitulée Kiss Kiss Kiss. Elle annonce aussi un second album et un EP.

## Discographie

### Album studio
- 2009 : Ultraviolet

### Mixtapes
- 2011 : Kiss Kiss Kiss
- 2014 : DUSK2DAWN: The Diary of Jane Jupiter

### EP
- 2011 : Kiss and Tell